# Balanzac
Balanzac /balɑ̃ˈzak/ è un comune francese di 509 abitanti situato nel dipartimento della Charente Marittima nella regione della Nuova Aquitania.

## Società

### Evoluzione demografica
Abitanti censiti